# Wieprzata
Wieprzata – istniejące przed I wojną światową wieś i majątek leżące przy byłej (byłej już w 1893 roku, kiedy wydano 13. tom Słownika geograficznego Królestwa Polskiego) drodze pocztowej między Ilją a Radoszkowiczami. Wieś nie istniała już w latach 20. XX wieku.

## Historia
Wieś była znana już w 1744 roku jako miejscowość w parafii Hajna. W połowie XIX wieku mogła być własnością rodziny Wańkowiczów, jednak jest to informacja niepotwierdzona. W Wieprzacie urodził się Wincenty Kajetan Wańkowicz (1843–1933), jak i jego późniejsza druga żona Anna Stanisława Śmiałek (1880–1937).
Wieś i majątek zostały opisane zarówno w Słowniku geograficznym Królestwa Polskiego, jak i w 1. tomie Dziejów rezydencji na dawnych kresach Rzeczypospolitej Romana Aftanazego. Z opisów tych wynika, że w 1866 roku wieś należała do Wołodkiewiczowej, bez podania imienia. Prawdopodobnie majątek został skonfiskowany przez władze carskie po powstaniu styczniowym. Ostatnim właścicielem Wieprzaty był Leon Borowski (ożeniony z Marianną Marcinkiewicz), który ją kupił od władz carskich. W latach 80. XIX wieku Wieprzata liczyła 26 mieszkańców. Po traktacie ryskim znalazła się – według Aftanazego – na terenie ZSRR, mimo że zarówno Ilja, jak i Radoszkiewicze pozostały w Polsce (w latach 1921–1939).

## Pałac
Przed I wojną światową istniał w Wieprzacie klasycystyczny pałac pochodzący prawdopodobnie z początków XIX wieku. Był to dziewięcioosiowy, parterowy, ale na bardzo wysokich, mieszkalnych suterenach, budynek wzniesiony na planie prostokąta. Przed trójosiową, centralną częścią pałacu znajdował się czterokolumnowy portyk w wielkim porządku, zwieńczony trójkątnym szczytem. Portyk był przedzielony balkonem (nad suterenami) ozdobionym balustradą.